# Arthur Kinnaird
Arthur Fitzgerald Kinnaird (Londres, 16 de febrer de 1847 - 30 de gener de 1923), onzè Lord Kinnaird, va ser un futbolista, dirigent esportiu i banquer britànic. En la seva etapa de jugador va destacar per ser una de les primeres estrelles del futbol, arribant a guanyar 5 FA Cup, i posteriorment va exercir la presidència de l'Associació Anglesa de Futbol durant 33 anys (1890-1923).
Kinnaird va néixer a Kensington en el si d'una família de classe alta amb títols nobiliaris a Escòcia. El seu pare, Arthur Kinnaird (1814-1887), va ser banquer i membre parlamentari a la Cambra dels Lords pels liberals.
Acadèmicament es va formar en centres de prestigi: el Cheam School, l'Eton College i el Trinity College de Cambridge, on acabaria llicenciant-se el 1869. Immediatament va començar a treballar en els diferents negocis familiars, entre ells la direcció del banc Ransom, Bouverie & Co. Quan aquesta entitat va quedar integrada al Barclays Bank a partir de 1896, Kinnaird en va formar part del consell d'administració fins a la seva mort.
Al llarg de la seva vida va desenvolupar una notable tasca filantròpica, principalment a través del finançament de cases d'acollida. Entre altres distincions va ser Alt Comissionat de l'Assemblea General de l'Església d'Escòcia, i General Honorari dels Royal Engineers de Dundee (una unitat de voluntaris escocesos de l'Exèrcit Britànic). També va ser condecorat Cavaller de l'Orde del Card el 1914.
Va morir el 30 de gener de 1923, als 75 anys. Va estar casat amb Mary Alma Victoria Agnew, i va tenir set fills.

## Trajectòria esportiva
Kinnaird era un entusiasta de l'esport, particularment del futbol. Va començar a practicar-lo en l'equip de la seva escola als dotze anys, quan encara no s'havia establert un reglament unificat, i a partir de 1866 va començar a jugar en clubs adscrits als reglament de l'Associació Anglesa de Futbol. En aquella època, el futbol era un esport associat a l'elit, amb jugadors amateur que procedien majoritàriament de les escoles britàniques. La dècada del 1870 va formar part del Wanderers Football Club, on va destacar com una de les primeres estrelles del futbol britànic al guanyar 3 FA Cup (1873, 1877, 1878). També va jugar a l'Old Etonians Football Club, integrat per antics membres de l'Eton College, on va guanyar dues FA Cup (1879, 1882), essent finalista en quatre ocasions.
Va destacar per jugar en totes les posicions, des davanter fins porter, i es va fer un nom entre els historiadors per desplegar un estil de joc molt físic, de vegades fins i tot violent. Entre altres curiositats se li atribueix el primer autogol en un partit oficial (1877).
Kinnaird va ser internacional amb la selecció de futbol d'Escòcia; l'únic partit que va disputar va tenir lloc el 8 de març de 1873 enfront de la selecció d'Anglaterra, en el que és considerat el segon partit entre seleccions nacionals més antic de la història del futbol.
La seva passió per l'esport no es limitava al futbol, ja que també va practicar tennis, natació, atletisme i piragüisme en la seva etapa universitària. Va arribar a presidir l'Associació Cristiana de Joves (YMCA).

## Presidència de l'Associació de futbol
En retirar-se, l'any 1890 Kinnaird va ser nomenat president de l'Associació Anglesa de Futbol. Anteriorment havia estat membre de del seu comitè (des de 1868) i tresorer de l'organisme (des de 1879). Al llarg dels seus trenta-tres anys de presidència, l'Associació va haver d'afrontar l'auge del professionalisme (legalitzat el 1885), es va decidir l'adhesió de l'organisme a la FIFA el 1905, es va desenvolupar el sistema de lligues angleses, i es projectà la construcció de l'Estadi de Wembley, que seria inaugurat tres mesos després de la seva mort.